# 블라디미르 보스코보이니코브
블라디미르 보스코보이니코브(에스토니아어: Vladimir Voskoboinikov, 러시아어: Влади́мир Па́влович Воскобо́йников 블라디미르 파블로비치 보스코보이니코프[*], 1983년 2월 2일 ~ )는 에스토니아의 은퇴한 축구 선수이다.